# Chelorchestia forceps
Chelorchestia forceps is een vlokreeftensoort uit de familie van de Talitridae. De wetenschappelijke naam van de soort is voor het eerst geldig gepubliceerd in 2001 door Smith & Heard.